# ریقلوبا
ریقلوبا (به لاتین: Rıqloba) یک منطقه مسکونی در جمهوری آذربایجان است که در شهرستان آستارا و در دهیاری هموشام واقع شده است.